# Lygodesmia aphylla
Lygodesmia aphylla là một loài thực vật có hoa trong họ Cúc. Loài này được (Nutt.) DC. mô tả khoa học đầu tiên năm 1838.